# 練馬区立関町小学校
練馬区立関町小学校（ねりまくりつ せきまちしょうがっこう）は、東京都練馬区にある公立小学校。1956年（昭和31年）創立。
教育目標は、『じょうぶな子ども』『ねばり強い子ども』『考える子ども』『思いやりのある子ども』の4つである。

## 学校概要
- 学校長：横瀬 敬子（よこせ けいこ）

- 学級数：22学級（1-6年 合計）（2024年度）[1]

- 児童数：男女合計686名 （2025年度）[2]

## 通学地域
- 関町南4丁目

- 関町北２丁目・３丁目

出典は右のものを使用する。